# Christian Frederik Heerfordt
 (juillet 2018).
Christian Frederik Heerfordt, ou seulement Christian Heerfordt, est un médecin danois, né le 26 décembre 1871 à Terndrup (da) et mort le 1er mars 1953 à Bonn.
En tant que médecin, il décrit une infection fiévreuse de la conjonctive (le syndrome Heerfordt) et, grâce à des analyses du laboratoire, la classe comme étant due aux oreillons.
Il écrit également sur l'Europe, dont il entrevoit l'unité, en proposant une alternative au projet de Paneurope de Coudenhove-Kalergi. Dans son livre Une Europe nouvelle, premier essai, publié en 1924 à Copenhague, il propose une union de l'Europe sans frontière, qui s'étend au-delà des limites géographiques européennes. Dans ce qu'il appelle l'« Initiative scandinave », l'Europe est vue comme une civilisation et non une entité géographique. Il propose donc des « États-Unis des Nations européennes », cette formulation permettant d'inclure les dominions de l'Angleterre (dont il considère la présence indispensable dans l'union contrairement à la vision continentaliste de Coudenhove-Kalergi) mais aussi tous les États américains dont la civilisation est d'origine européenne.
Entre 1927 et 1932, il parcourt l'Europe, notamment la France et l'Allemagne, pour multiplier les rencontres avec des responsables politiques, afin d'imposer son idée. Mais son relatif isolement (contrairement à Coudenhove-Kalergi qui a réussi à mettre en place un véritable mouvement) et l'ampleur trop large de son projet (qui semble empiéter sur la SDN) ne lui permettent pas d'avoir l'écho qu'il espérait.

## Publications
- (de) Über eine “Febris uveo-parotidea subchronica” an der Glandula parotis und der Uvea des Auges lokalisiert und häufug mit Paresen cerebrospinaler Nerven kompliziert. Albrecht von Grafes Archiv fur Ophthalmologie 1909; 70: 254–273